# Libre scannage
Ne doit pas être confondu avec Caisse en libre-service.

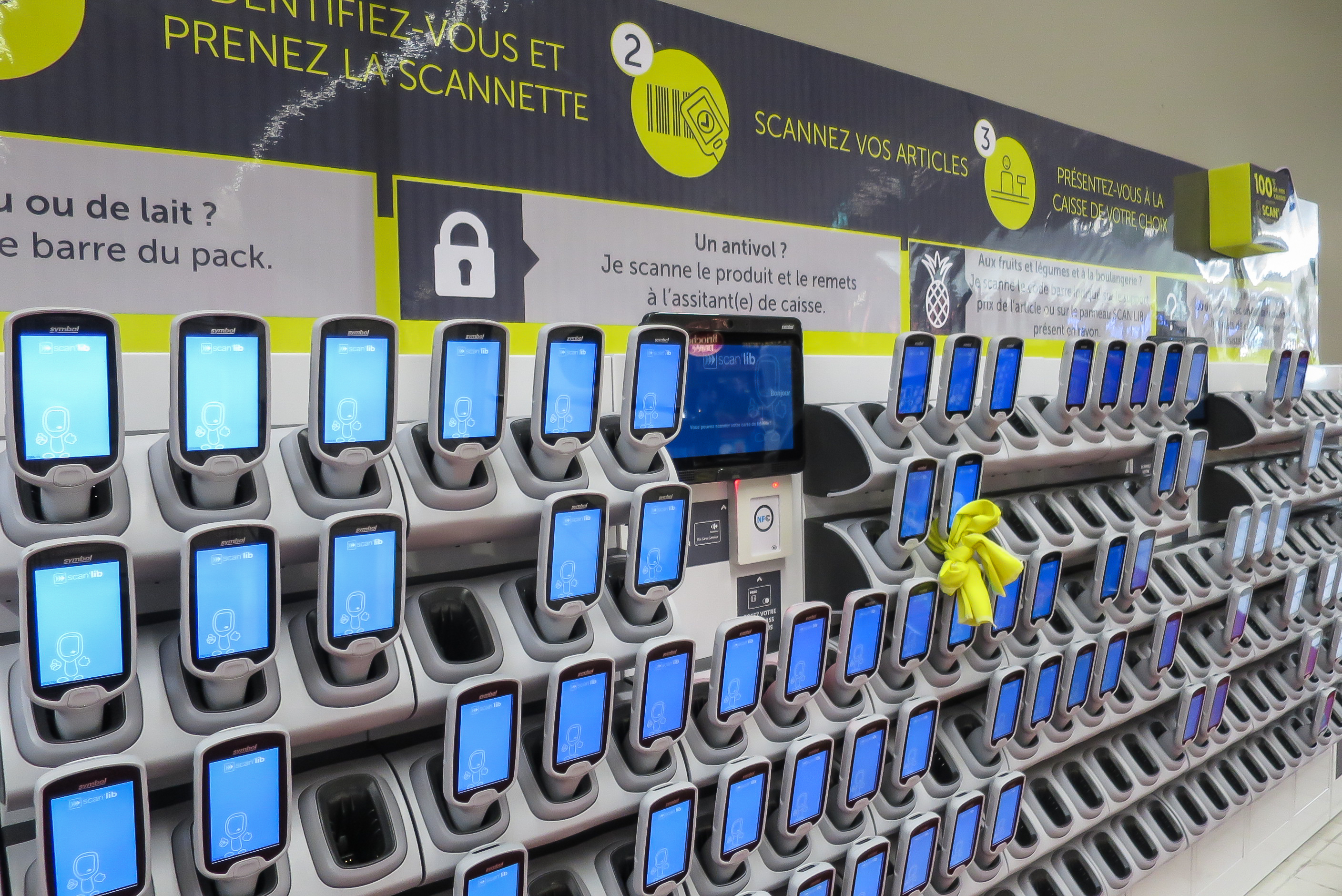
Présentoir à lecteurs de code-barres à l'entrée d'un magasin.

Le libre scannage, autobalayage ou self-scanning est un système permettant au client de scanner les produits qu'il souhaite acheter, en utilisant un lecteur de code-barres. Cela se fait au fur et à mesure de l'approvisionnement, et non pas à la caisse (dans ce cas le système se nomme la caisse en libre-service).

## Historique
Depuis que l'autonomie et la simplicité d'utilisation des produits sans-fil est assurée, différents magasins (principalement des grandes surfaces) ont choisi de permettre aux clients d'utiliser eux-mêmes un lecteur portable de code-barres afin de lister leurs produits. Ce système a commencé à se développer en 2009, à la fois aux États-Unis (où il s'agit cependant souvent de la caisse libre-service) et en Europe (Grande-Bretagne, France, Italie, Espagne…). 
À l'origine utilisé uniquement lors du passage à la caisse, cet outil permet à l'utilisateur de gagner du temps lors du passage à la caisse, et allège le travail des personnes travaillant à la caisse. De nombreux débats ont cependant lieu à ce sujet. 
En France, l'utilisation de ce système débuta aux alentours de 2010 dans des magasins Super U, Atac, Auchan (Rapid'Auchan) et surtout E.Leclerc. Pour ce dernier, le service a un nom différent d'un magasin à l'autre (Liberty Scan, Xpress Scan, Scan'achat, Scan Service, Self-Scanning, Scan and Pay…) le tout ayant été progressivement renommé Scan Achat. Le système est encore considéré comme à l'étape de mise au point dans ces différents lieux d'utilisation.

## Système de fonctionnement principal
Le principe de fonctionnement doit s'effectuer selon les étapes suivantes :
1. l'utilisateur doit disposer de la carte de fidélité du magasin (ou de la chaîne dont il dépend), et souvent avoir signé un document supplémentaire afin de respecter plusieurs engagements ;
2. à l'entrée du magasin, le client s'identifie par l'intermédiaire de sa carte de fidélité, et une douchette lui est attribuée ;
3. au fur et à mesure de ses achats, les produits sont scannés un par un et ainsi enregistrés sur la mémoire de la douchette ;
4. une fois récupéré l'ensemble des produits, le client rejoint une caisse spécialisée (ou une caisse automatique, dans certains cas) ;
5. les informations stockées par la douchette sont fournies à la caisse à laquelle le client réglera ses achats.

Il est à noter qu'aléatoirement, une revérification de la totalité des produits (par un classique passage à la caisse) a lieu, elle peut en général être demandée par le client s'il pense s'être trompé. C'est le seul cas de figure où il doit poser ses articles sur le tapis. Elle permet ainsi de vérifier si des clients ont abusé de l'automatisme du système.
Des systèmes alternatifs aux douchettes de libre scannage sont actuellement testés par plusieurs enseignes (par exemple Rapid'Auchan à Issy-les-Moulineaux et Faches-Thumesnil ou  encore Carrefour Market avec ScanPhone market), afin de porter ce service sur le smartphone du client. 
Après avoir téléchargé l'application et s'être identifié via son numéro de carte de fidélité, le client utilise la caméra de son téléphone pour scanner le code-barres de chaque article et enregistrer ces données dans la mémoire du téléphone. Au moment de payer, le client transfère ces données vers la caisse en scannant un code-barres de transaction et règle ses achats. Le processus de fonctionnement reste proche de celui du libre scannage douchette mais représente une économie d'équipement matériel et de maintenance important pour les enseignes de distribution.